# Respublika ŠKID
Respublika ŠKID (Республика ШКИД) è un film del 1966 diretto da Gennadij Ivanovič Poloka.